# اوکلی کوت

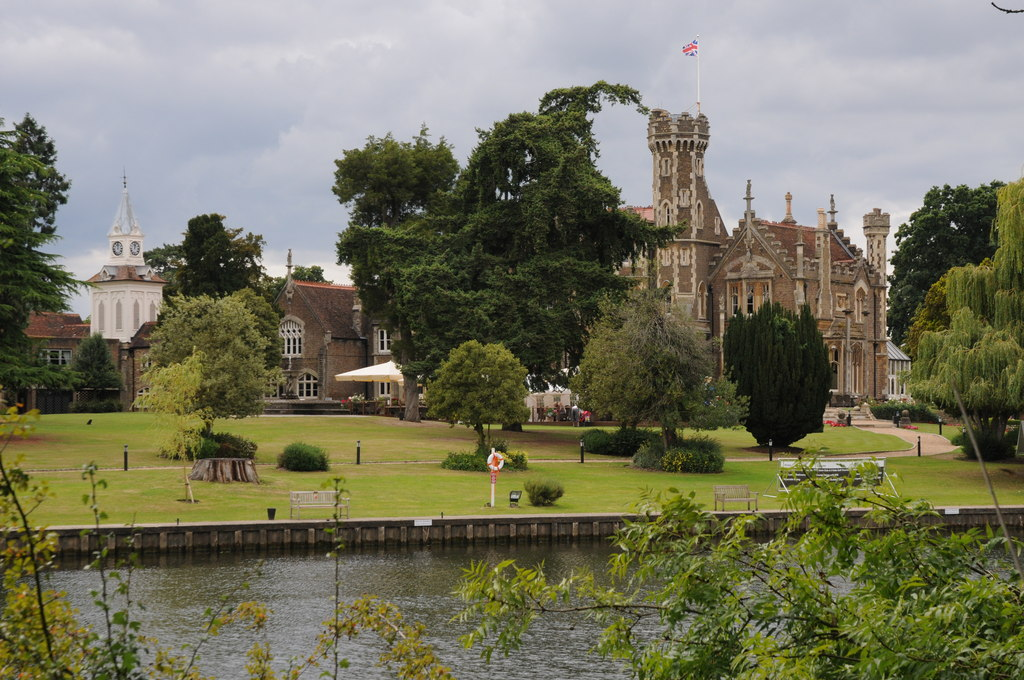
هتل اوکلی کُوت، که از پارک دورنی لیک در آن طرف تیمز پیداست.

اوکلی کُوت (به انگلیسی: Oakley Court) یک خانه ویلایی گوتیک ویکتوریایی که در ۳۵ جریب فرنگی (۱۴۰٬۰۰۰ متر مربع) مشرف به رودخانه تیمز در واتر اوکلی در محله مدنی از بری در انگلیسی شهرستان برک‌شایر است. این در سال ۱۸۵۹ ساخته شده‌است و در حال حاضر یک هتل است. این یک ساختمان فهرست شده با درجه II* است که اغلب به عنوان مکان فیلم مورد استفاده قرار گرفته‌است.